# Étoile par intérim

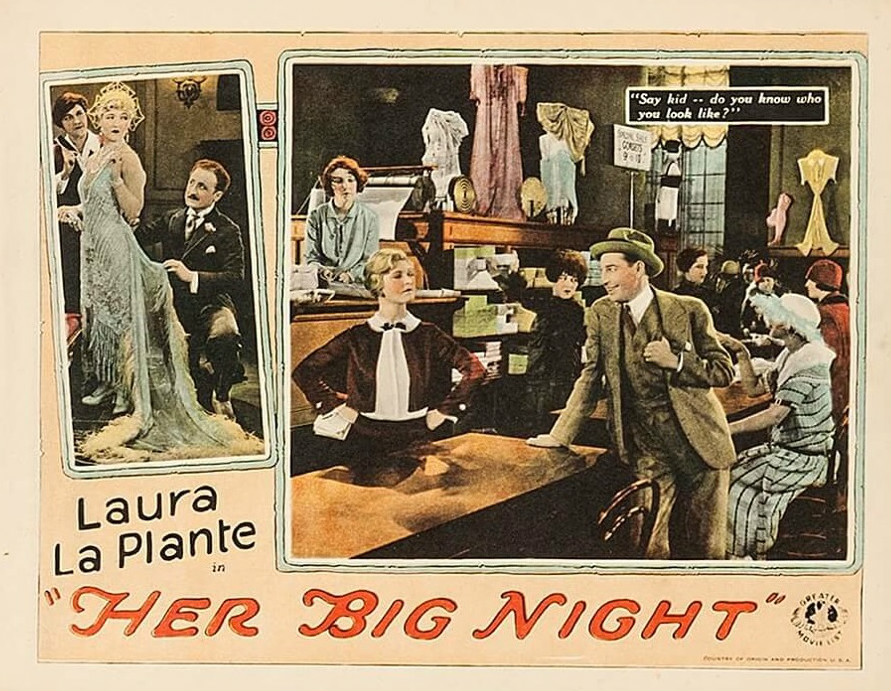
Carte promotionnelle du film

Étoile par intérim (Her Big Night) est un film américain réalisé par Melville W. Brown, sorti en 1926.

## Synopsis
Une jeune vendeuse est une sosie d'une vedette de cinéma, et subit les complications qui en découlent

## Fiche technique
- Titre original : Her Big Night
- Réalisation : Melville W. Brown
- Scénario : Melville W. Brown (adaptation), Rex Taylor, Nita O'Neil d'après Doubling for Lora de Peggy Gaddis
- Producteur : Carl Laemmle
- Photographie : Arthur L. Todd
- Distributeur : Universal Jewel[2]
- Durée : 80 minutes
- Date de sortie : 5 décembre 1926

## Distribution

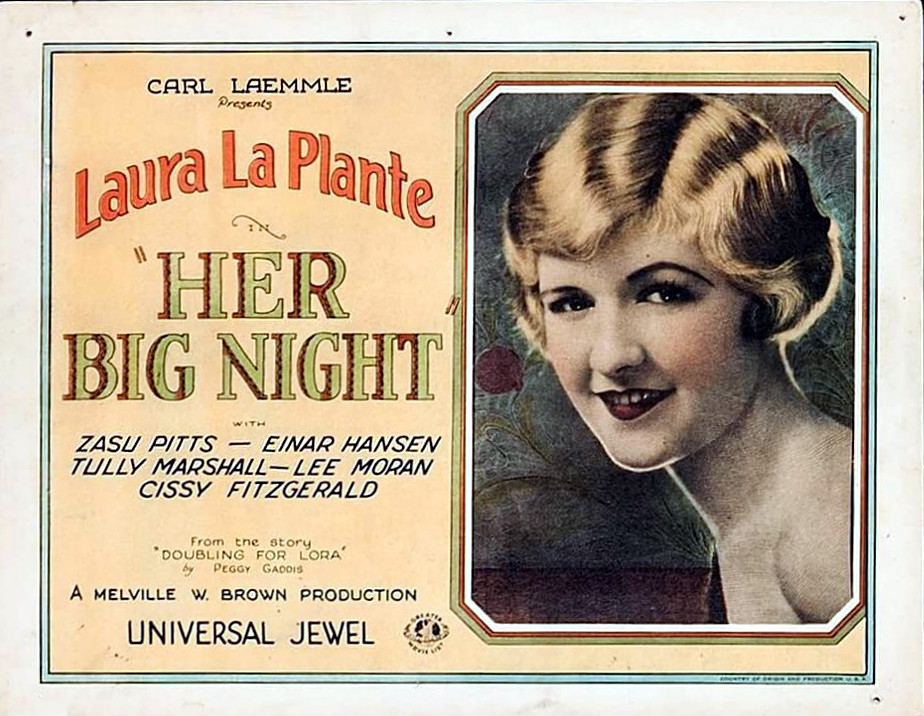
Laura La Plante.

- Laura La Plante : Frances Norcross / Daphne Dix
- Einar Hanson : Johnny Young
- Zasu Pitts : Gladys Smith
- Tully Marshall : J.Q. Adams, reporter
- Lee Moran : Tom Barrett
- Mack Swain : Myers, film producer
- John Roche : Allan Dix
- William Austin : Harold Crosby, cub reporter
- Nat Carr : Mr. Harmon
- Cissy Fitzgerald : Mrs. Harmon